# Карлайл, Уолтер
Уолтер Карлайл (англ. Walter Carlisle, 6 июля 1881, Йедон, Йоркшир — 27 мая 1945, Лос-Анджелес, Калифорния) — американский бейсболист британского происхождения, аутфилдер. Выступал в Главной лиге бейсбола в составе клуба «Бостон Ред Сокс».

## Биография
Уолтер Карлайл родился 6 июля 1881 года в деревне Йедон в Йоркшире в семье художника Мэттью Карлайла и его супруги Энн. Когда ему было два года, семья переехала в США, где осела в Миннеаполисе. По данным переписи населения 1885 года всего у них было семеро детей.
В конце XIX века Карлайл начал играть в бейсбол на любительском уровне. В 1902 году он стал игроком профессионального клуба «Миннеаполис Миллерс», выступавшего в Американской ассоциации, затем, по ходу сезона, перешёл в «Крукстон Крукс». Он играл за «Крукс» в чемпионате Северной лиги в 1903 и 1904 годах, после два с половиной года провёл в составе команды «Рок-Айленд Айлендерс». К концу 1906 года Карлайл был игроком клуба Лиги Тихоокеанского побережья «Лос-Анджелес Энджелс».
По итогам сезона 1907 года он стал лучшим в лиге по количеству сделанных ранов и хоум-ранов. «Энджелс» выиграли чемпионский титул, а Карлайла после завершения сезона продали в «Бостон Ред Сокс» за 2,5 тысячи долларов. В основном составе команды он дебютировал весной 1908 года, заменив травмированного основного левого аутфилдера Джека Тони. Карлайл сыграл за «Ред Сокс» в трёх матчах, выбив один хит и украв одну базу. В конце мая его и ещё трёх игроков продали команде Американской ассоциации «Канзас-Сити Блюз». В оставшейся части сезона в играх за «Блюз» он отбивал с показателем 22,3 %, в 1909 году его эффективность выросла до 25,8 %.
В 1910 году Карлайл женился и переехал в Лос-Анджелес. В течение следующих пяти лет он играл в составе клуба Лиги Тихоокеанского побережья «Вернон Тайгерс». В первом своём сезоне он установил личный рекорд, приняв участие в 224 матчах за год. С 1910 по 1912 год Карлайл был лидером лиги по количеству заработанных ранов. В июле 1911 года в одном из матчей он без помощи партнёров вывел в аут сразу трёх игроков соперника, разыграв трипл-плей. 
С 1915 по 1918 год Карлайл играл за «Портленд Биверс», «Линкольн Тайгерс» и «Джоплин Майнерс». В 1919 году он объявил о завершении карьеры, но быстро вернулся на поле. В сезоне 1920 года он сыграл в 76 матчах за «Миннеаполис Миллерс». В 1923 году Карлайл играл за «Су-Сити Пэкерс», ставших последней командой в его карьере.
По данным переписи населения 1930 года Карлайл с супругой и дочерью проживали в Лос-Анджелесе. Он работал маляром сначала на стройке, затем в компании Gilmore Oil. Уолтер Карлайл скончался 27 мая 1945 года в результате сердечного приступа.